# Stillington, North Yorkshire
Stillington är en ort och civil parish i Storbritannien.   Den ligger i grevskapet North Yorkshire och riksdelen England, i den centrala delen av landet, 290 km norr om huvudstaden London. Stillington ligger 45 meter över havet och antalet invånare är 741.
Terrängen runt Stillington är platt. Runt Stillington är det ganska tätbefolkat, med 239 invånare per kvadratkilometer. Närmaste större samhälle är York, 16,2 km söder om Stillington. Trakten runt Stillington består till största delen av jordbruksmark.